# Отряды народной самообороны
Отряды народной самообороны (курд. Yekîneyên Parastina Gel, YPG) — вооружённые формирования Высшего курдского совета, участвующие в сирийском вооружённом конфликте. С 2015 года составляют основу курдско-арабского оппозиционного альянса Сирийские демократические силы (англ. Syrian Democratic Forces). Официально YPG не связаны с какой-либо конкретной политической партией, но фактически являются в первую очередь боевым крылом курдской партии Демократический союз (PYD). Своей основной задачей YPG считает поддержание правопорядка и защиту жизней граждан в регионах Сирии, населённых преимущественно курдами.
Отряды народной самообороны состоят в основном из курдов, однако среди их бойцов также есть арабы и иностранные добровольцы. YPG поддерживают тесные связи с ассирийской милицией — Ассирийским военным советом — и курдскими Женскими отрядами самообороны (YPJ).

## История
Отряды народной самообороны были созданы в 2004 году в качестве боевого крыла партии Демократический союз (PYD). С началом гражданской войны в Сирии их численность быстро выросла, и они стали основной вооружённой группировкой курдов.
По состоянию на декабрь 2012 года, YPG состояли из 8 бригад. Тогда же руководитель «Демократического союза» Салих Муслим Мухаммад оценил общую численность бойцов YPG в 10 тысяч; на конец весны 2013 года их число оценивалось в 15 тысяч. Кроме курдов, в рядах YPG есть также арабы, дезертировавшие из Свободной сирийской армии. Как и в формированиях иракских курдов пешмерга, среди бойцов YPG много женщин; в феврале 2013 года в городе Африн был создан первый полностью женский батальон. Члены отрядов YPG выбирают своих командиров голосованием, что роднит YPG с проектами народного ополчения, предлагавшимися ещё теоретиками анархизма. По словам бойцов YPG, таким образом они дистанцируются от партийной политики и выступают как действительно «демократическое народное ополчение».
Участие YPG в сирийском конфликте началось со столкновений с правительственными войсками в городе Кобани летом 2012 года. Уже в конце того же года отряды YPG контролировали множество населённых пунктов на севере Сирии, в том числе города Кобани, Амуда, Африн и 360 деревень в его окрестностях.
С мая 2013 года YPG также вели борьбу с боевиками ССА и исламистами, выступая в роли «третьей силы» в конфликте.
С 2014 года YPG в борьбе с ИГИЛ взаимодействовали с формированиями Свободной сирийской армии.
YPG и YPJ («Женские отряды самообороны») с момента вступления США в войну в Сирии были одними из главных союзников американских войск. С 2015 года американские инструкторы обучали курдские формирования и поставляли им оружие. YPG и YPJ составляют ядро «Сирийских демократических сил» (SDF) — курдско-арабского альянса, контролирующего территории на севере Сирии, от Манбиджа до границы с Ираком.

## Иностранные добровольцы в курдских рядах
Согласно официальным данным, большинство иностранных добровольцев прибыли из стран Америки, Европы и Австралии. Есть добровольцы и из России.
21 октября 2014 года YPG открыл страницу The Lions Of Rojava в Facebook для вербовки иностранных добровольцев.

## YPJ
Отряды женской самообороны YPJ были созданы в 2012 году как бригада YPG. В настоящее время их численность всего лишь в два раза меньше численности YPG. Согласно курдским средствам массовой коммуникации, «формирования YPJ имеют жизненно важное значение в обороне Кобани».

## Международные отношения
- Россия Официальное представительство YPG открыто в Москве в начале 2016 года[18].
- Чехия Официальное представительство YPG открыто в Праге 4 апреля 2016 года[19].